# Myosotis baltica
Myosotis baltica là loài thực vật có hoa trong họ Mồ hôi. Loài này được Sam. ex Lindm. mô tả khoa học đầu tiên.